# ويليام روي إروين
ويليام روي إروين هو عسكري كندي، ولد في 7 يونيو 1898 في Huron-Kinloss ‏ في كندا، وتوفي في 14 يناير 1969.